# Circle (Alaska)
Circle es un lugar designado por el censo situado en el área censal de Yukón–Koyukuk en el estado estadounidense de Alaska. Según el censo de 2010 tenía una población de 104 habitantes.
Circle se encuentra a 260 km  al noreste de Fairbanks, en el final de la carretera de Steese. Circle fue nombrado por los mineros a finales del siglo XIX, que creyeron que la ciudad estaba sobre el círculo polar ártico. El círculo polar ártico está en realidad a unos 80 km al norte.

## Demografía
Según el censo de 2010, Circle tenía una población en la que el 9,6% eran blancos, 0,0% afroamericanos, 84,6% amerindios, 0,0% asiáticos, 0,0% isleños del Pacífico, el 0,0% de otras razas, y el 5,8% pertenecían a dos o más razas. Del total de la población el 1,9% eran hispanos o latinos de cualquier raza.

## Localidades adyacentes
El siguiente diagrama muestra a las localidades más próximas a Circle.